# Hội thao quân sự quốc tế 2015
Hội thao quân sự quốc tế 2015 (tiếng Anh: 2015 International Army Games), chính thức được gọi là Hội thao quân sự quốc tế lần thứ nhất, ARMY 2015 hoặc Army Games 2015, là lần đầu tiên tổ chức của Hội thao quân sự quốc tế – một sự kiện thể thao quân sự đa quốc gia được tổ chức trên lãnh thổ Liên bang Nga dựa theo sáng kiến của Bộ trưởng Bộ Quốc phòng Nga Sergey Kuzhugetovich Shoygu.
Ngày 1 tháng 8 năm 2015, lễ khai mạc Hội thao quân sự quốc tế 2015 chính thức diễn ra và được tổ chức tại thao trường Alabino (Moskva). Các cuộc thi quốc tế được tổ chức từ ngày 1 đến ngày 15 tháng 8 tại 11 khu vực huấn luyện quân sự nằm trong ba quân khu của Liên bang Nga. Sự kiện có tổng cộng 14 cuộc thi huấn luyện diễn ra trên thực địa, trên biển và trên không.
Sự kiện có sự tham dự của các đội đại diện cho 17 quốc gia (Ai Cập, Angola, Armenia, Azerbaijan, Ấn Độ, Belarus, Kazakhstan, Kuwait, Kyrgyzstan, Mông Cổ, Nga, Nicaragua, Pakistan, Serbia, Tajikistan, Trung Quốc, Venezuela). Nhiều quan sát viên đến từ các quốc gia khác nhau cũng tham dự. Các đội tham gia với quy mô lớn nhất, ngoại trừ đội chủ nhà Nga, đều đến từ Trung Quốc và Belarus. Quân đội Trung Quốc tham gia 12 cuộc thi, trong khi đó quân đội Belarus tham gia 9 cuộc thi. Tổng cộng có hơn 2.000 quân nhân đã tham gia sự kiện.
Lễ bế mạc Hội thao quân sự quốc tế 2015 diễn ra tại Alabino vào ngày 15 tháng 8 năm 2015, cùng thời điểm với chặng cuối cùng của cuộc thi Tank biathlon.

## Danh sách các quốc gia tham dự sự kiện

### Quốc gia tham dự lần đầu
- Ai Cập
- Angola
- Armenia
- Azerbaijan
- Ấn Độ
- Belarus
- Kazakhstan
- Kuwait
- Kyrgyzstan
- Mông Cổ
- Nga
- Nicaragua
- Pakistan
- Serbia
- Tajikistan
- Trung Quốc
- Venezuela

### Quốc gia tham dự với tư cách quan sát viên
- Brazil
- Hàn Quốc
- Iran
- Myanmar
- Turkmenistan
- Việt Nam

## Danh sách các cuộc thi

### Tank biathlon

Các đội thi đến từ 13 quốc gia khác nhau tham dự cuộc thi Tank biathlon được tổ chức tại thao trường Alabino, bao gồm: Angola, Armenia, Ấn Độ, Kazakhstan, Kuwait, Kyrgyzstan, Mông Cổ, Nga, Nicaragua, Serbia, Tajikistan, Trung Quốc, Venezuela.
Tất cả các đội tham dự đều dùng xe tăng T-72B3 do nước chủ nhà Nga cung cấp, riêng đội Trung Quốc dùng xe tăng Type 96A của họ. Theo kết quả chung cuộc, Nga xuất sắc đứng đầu, Trung Quốc đứng thứ hai, Serbia đứng thứ ba và Kazakhstan đứng thứ tư.

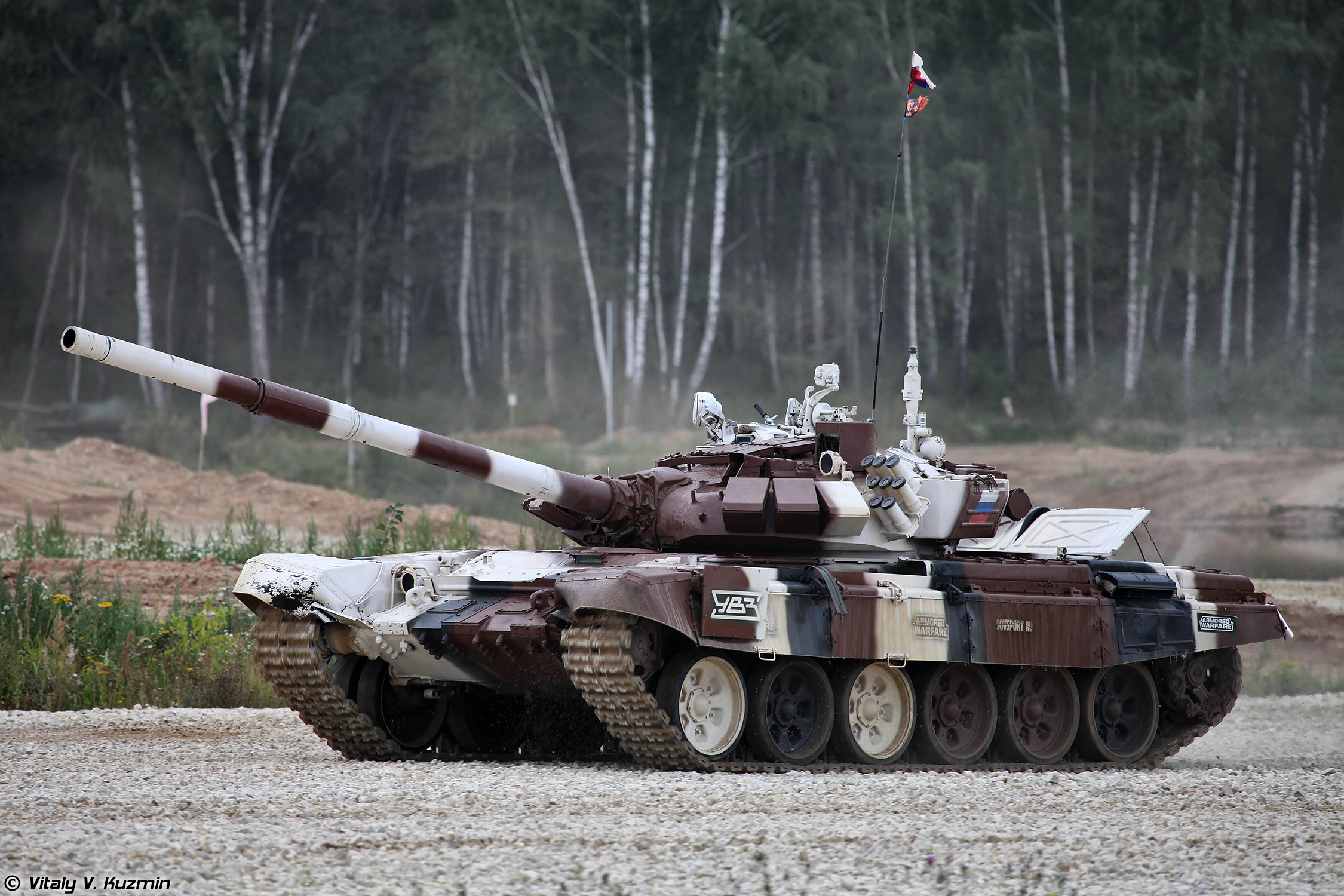
Đội tăng Nga
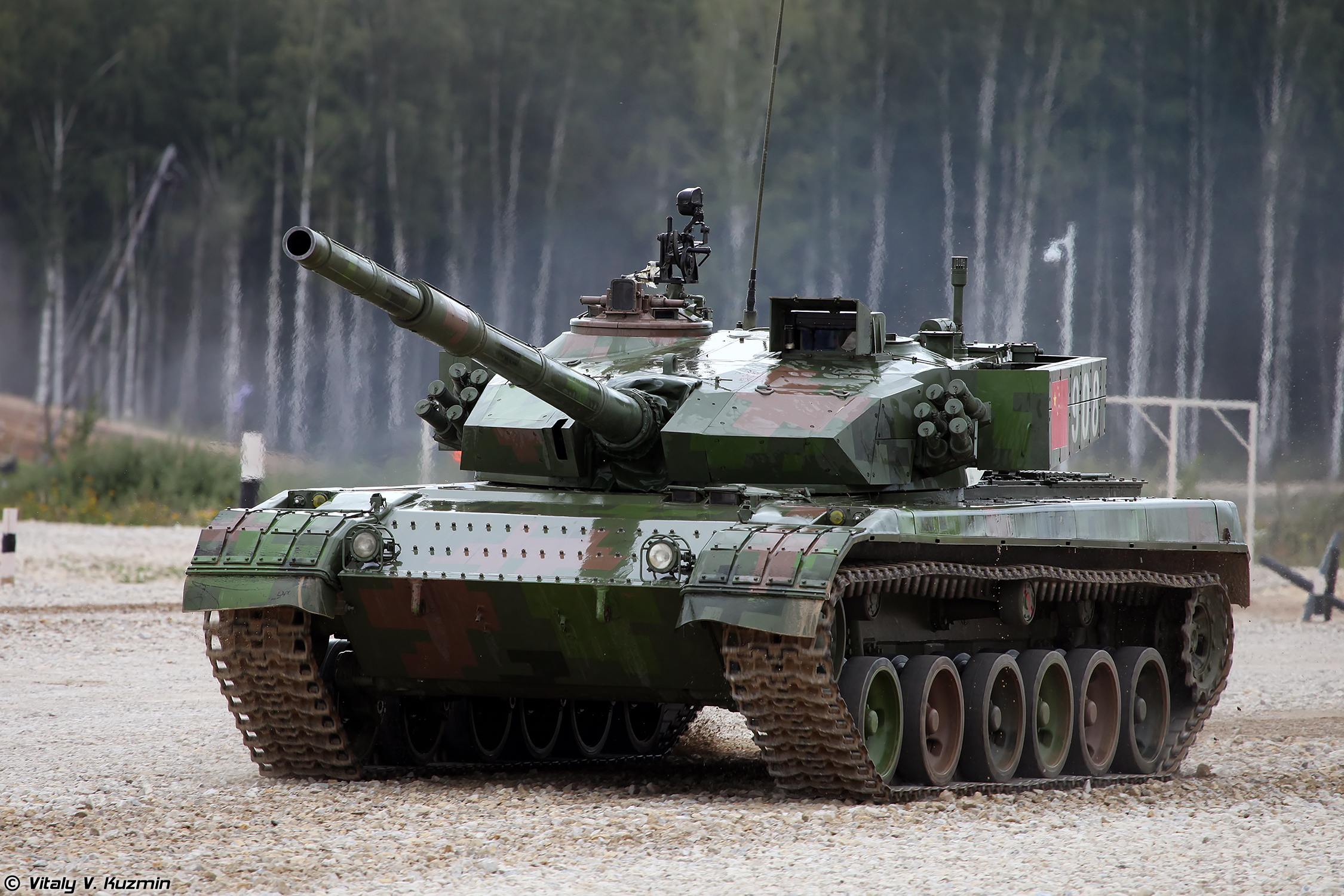
Đội tăng Trung Quốc (Type 96A)
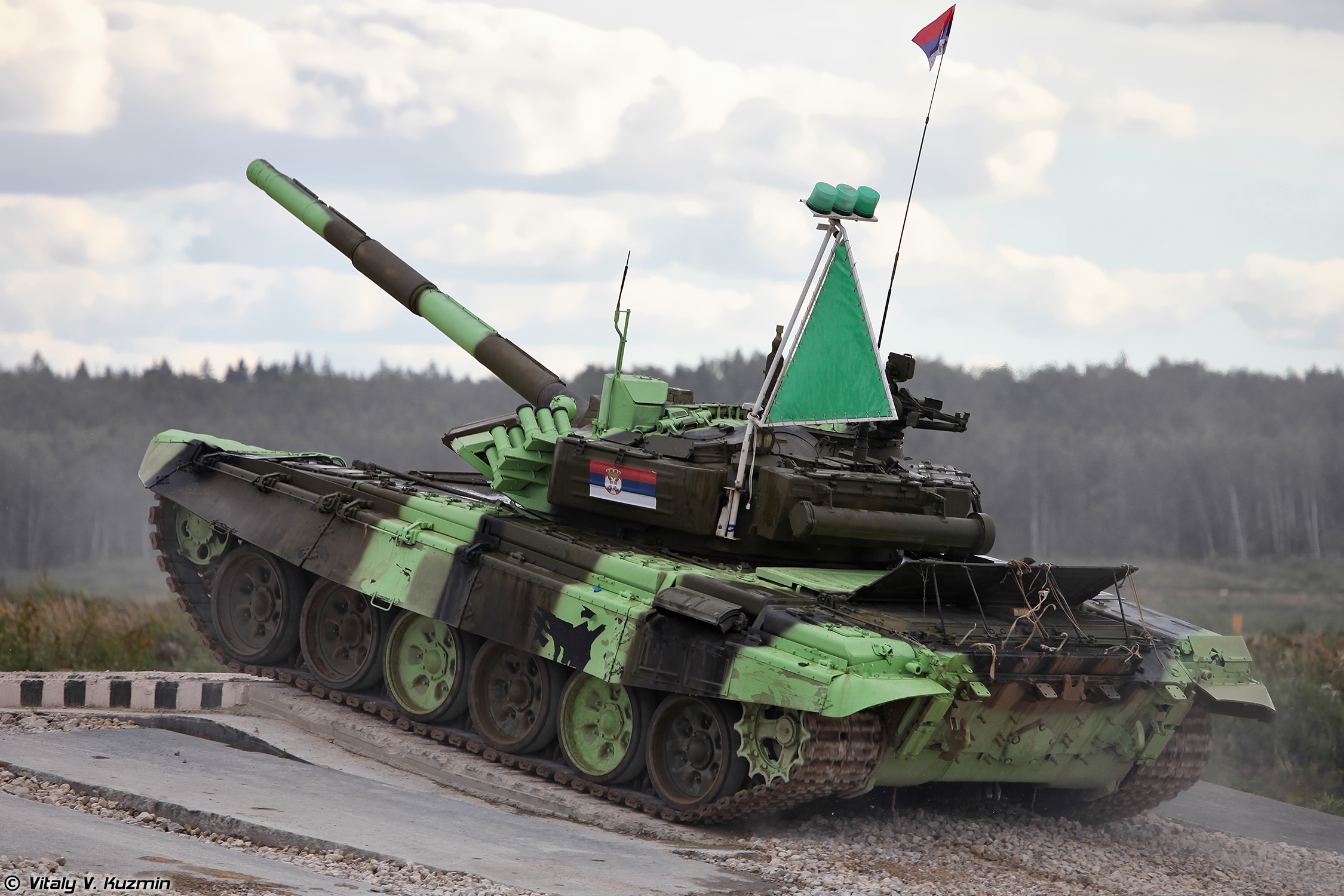
Đội tăng Serbia
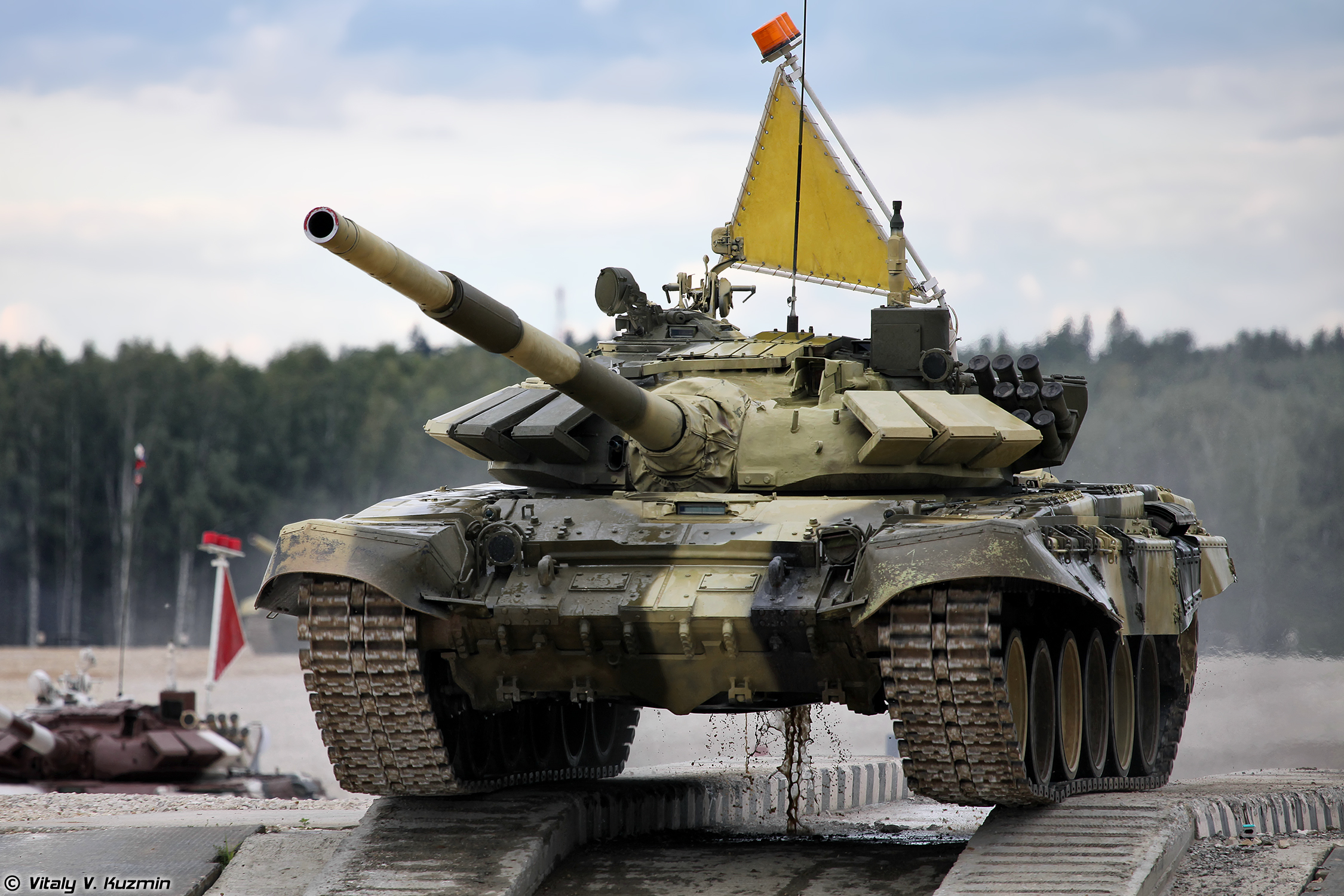
Đội tăng Kazakhstan

### Clear Sky
Cuộc thi được tổ chức tại sân tập Yeisk trên bờ biển Azov. Các đội thi đến từ Nga, Venezuela, Trung Quốc, Pakistan, Belarus và Ai Cập đã tham gia. Các tổ đội pháo phòng không và tên lửa phòng không tiến hành thi đua về tốc độ hoàn thành bài thi, tiêu chuẩn về vị trí bắn và độ nhắm bắn chính xác khi thực hiện nhiệm vụ bắn.

### Masters of Artillery Fire

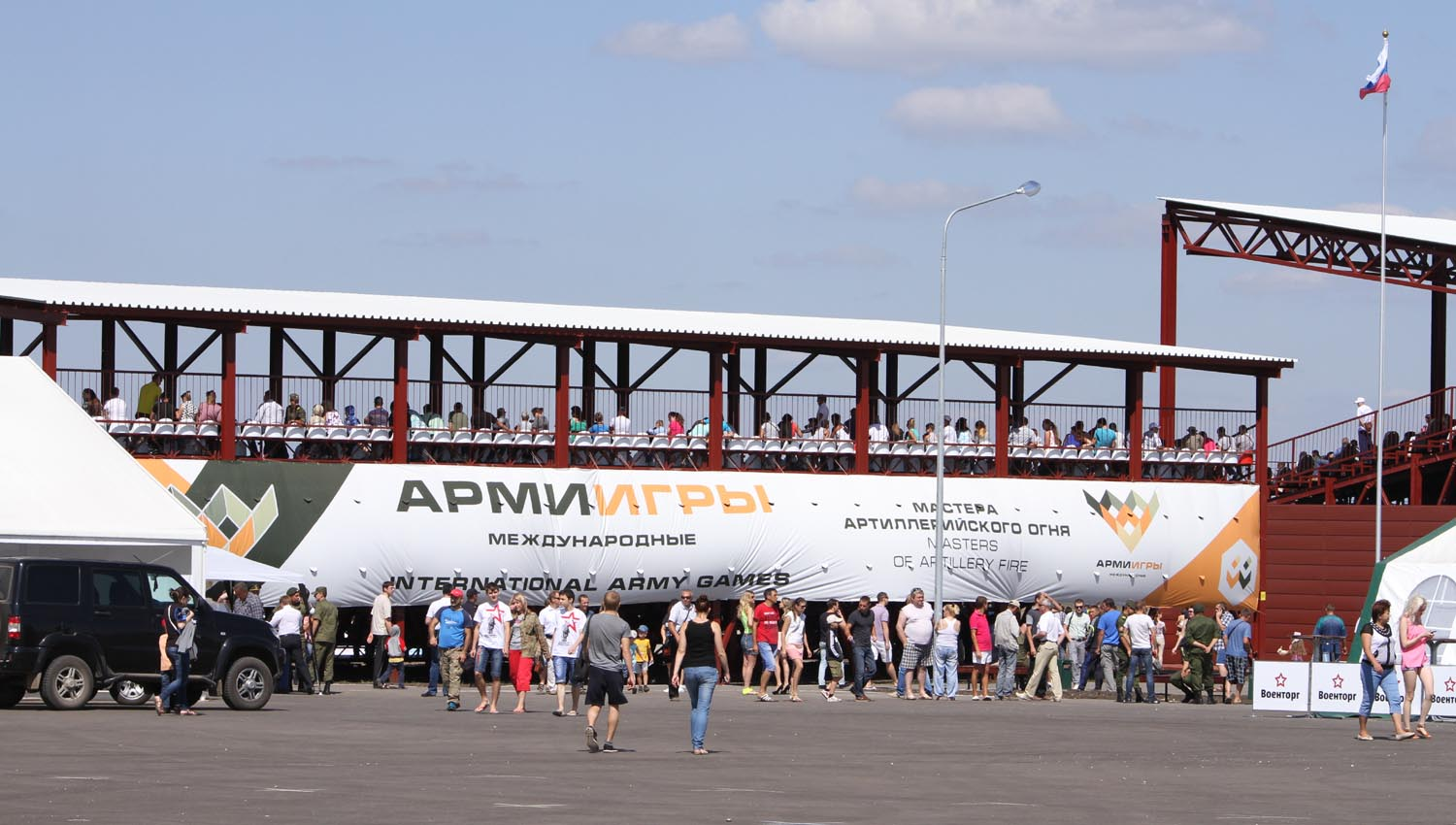
Khu vực tổ chức thi đấu của Hội thao quân sự quốc tế

Cuộc thi được tổ chức tại thao trường bắn pháo Shirokiy Karamysh ở thành phố Saratov của tỉnh Saratov. Khu vực thi đấu nằm cách làng Ivanovsky 3 km về phía Tây Nam.
Phạm vi thi đấu có lộ trình dài 5 km với các chướng ngại vật (chướng ngại nước, cầu đường ray, đụn cát, đoạn chướng ngại vật nổ, đoạn dốc 2,9 mét, gò đất 6,7 mét, đoạn đường có các khúc cua được đánh dấu) và hai khu vực bắn - bắn mục tiêu giả định bằng súng cối và bắn mục tiêu giả định bằng súng phóng lựu.
Tất cả các đội thi (trừ Belarus và Trung Quốc) đều sử dụng súng cối 2S12 "Sani" và vận chuyển bằng xe tải quân sự Ural-43206. Đội Belarus thực hiện vận chuyển súng cối trên xe Volat (MZKT-500200) được sản xuất bởi MZKT. Đội Trung Quốc thực hiện vận chuyển súng cối trên xe PLL-05.
Theo kết quả thi đấu, đội Nga giành vị trí thứ nhất, đội Trung Quốc giành vị trí thứ hai và đội Belarus giành vị trí thứ ba.

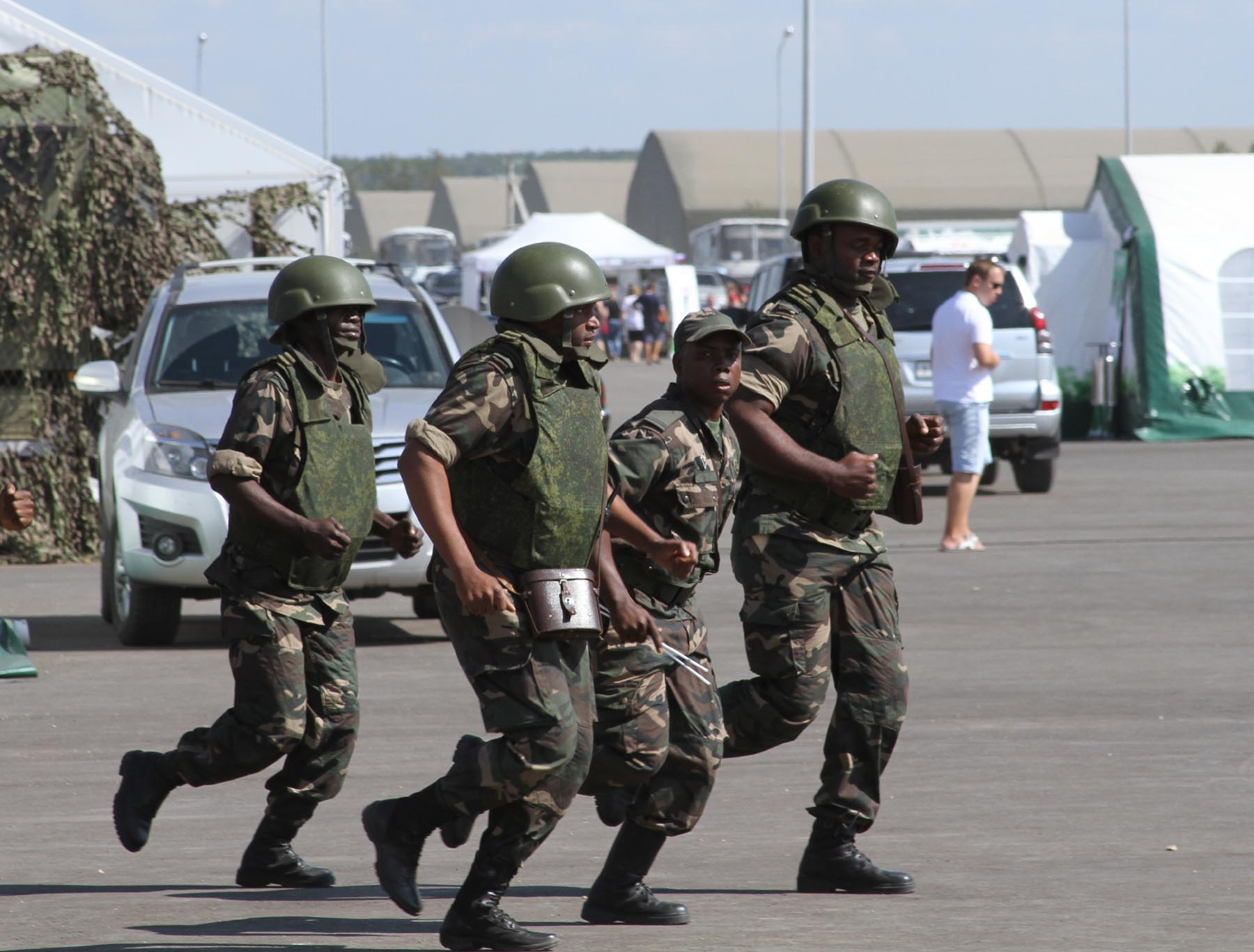
Đơn vị pháo binh của đội Angola tham gia thi đấu
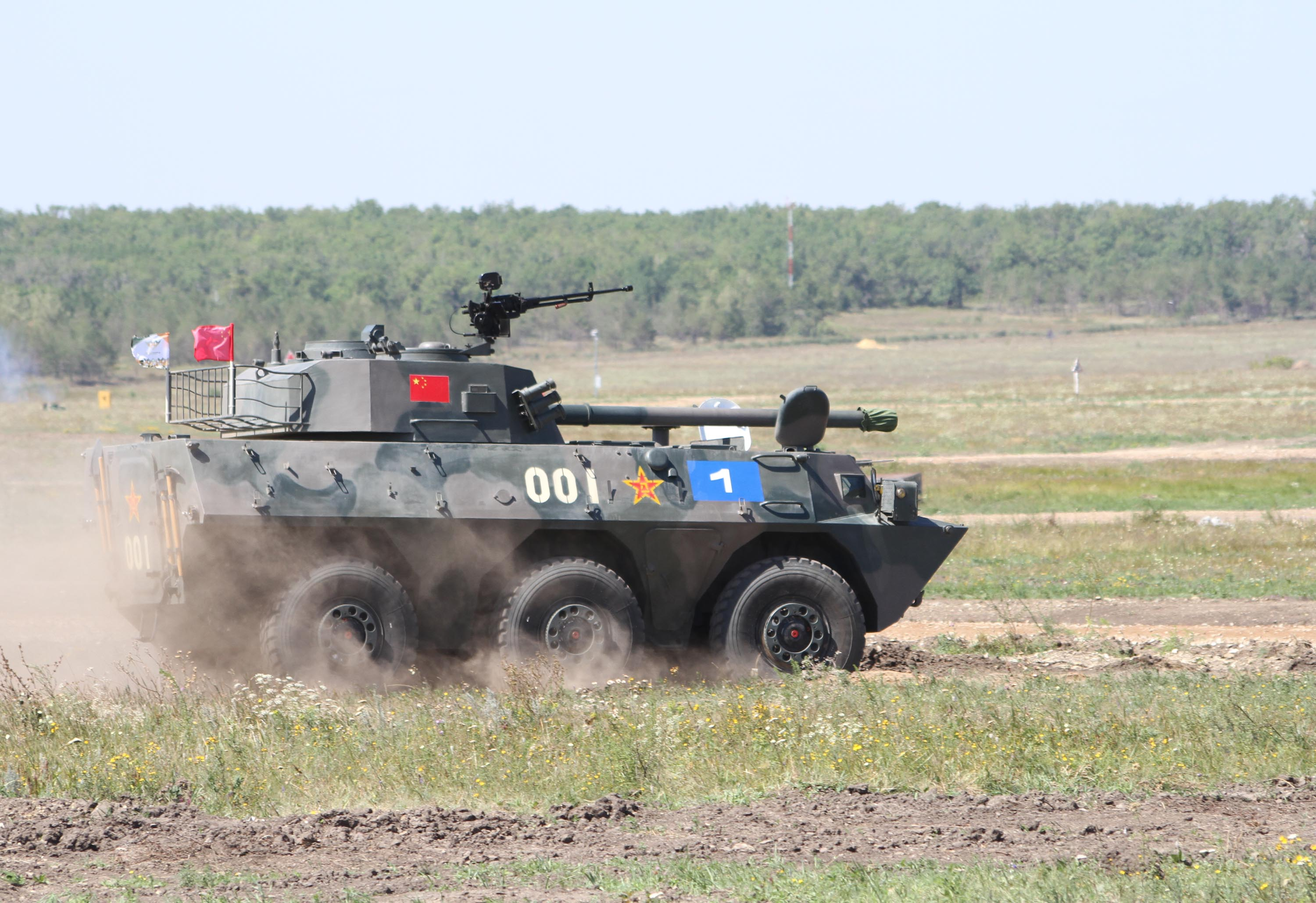
Đơn vị pháo binh của đội Trung Quốc điều khiển PLL-05 chuẩn bị khởi động
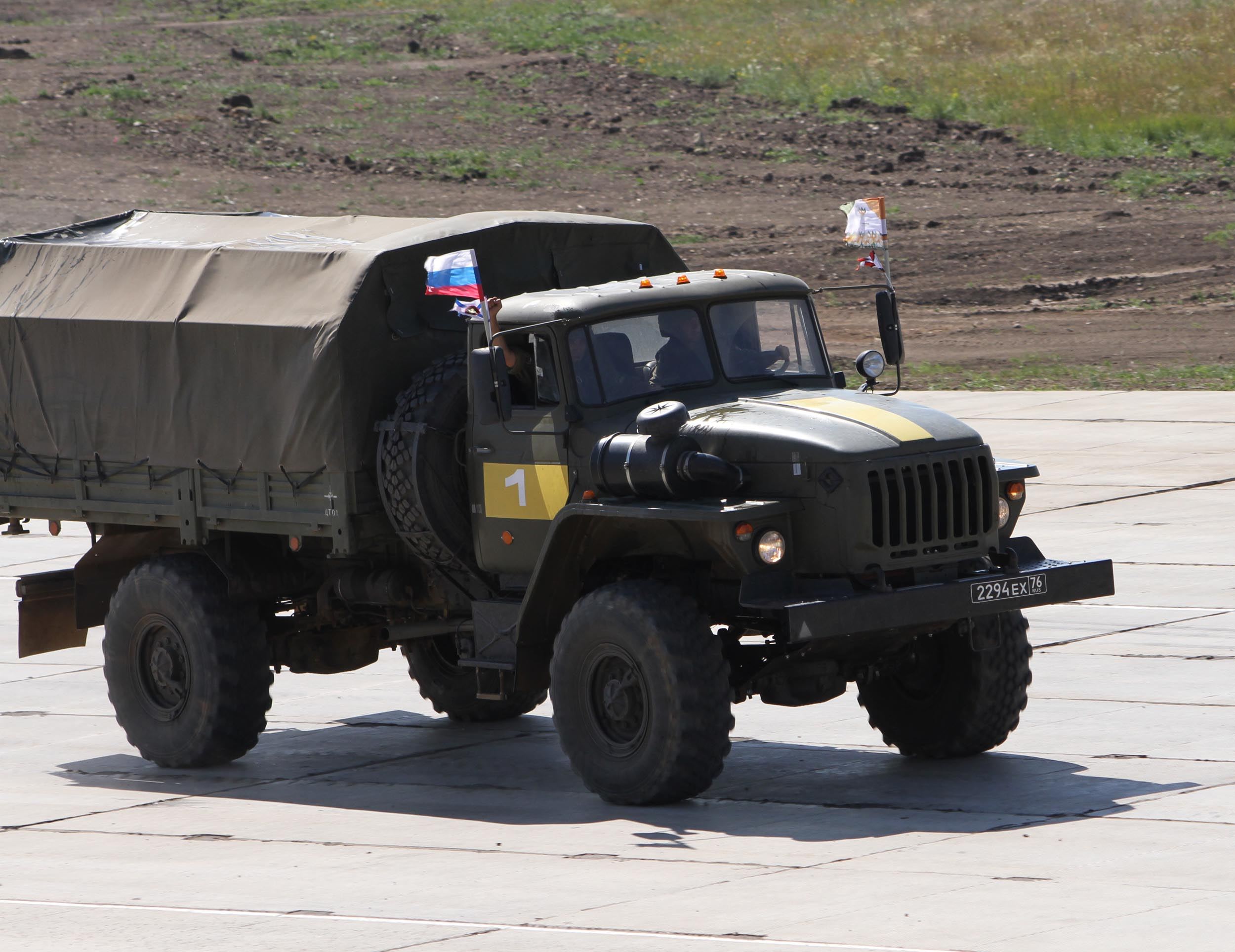
Đơn vị pháo binh của đội Nga đang chuẩn bị hoàn tất bài thi
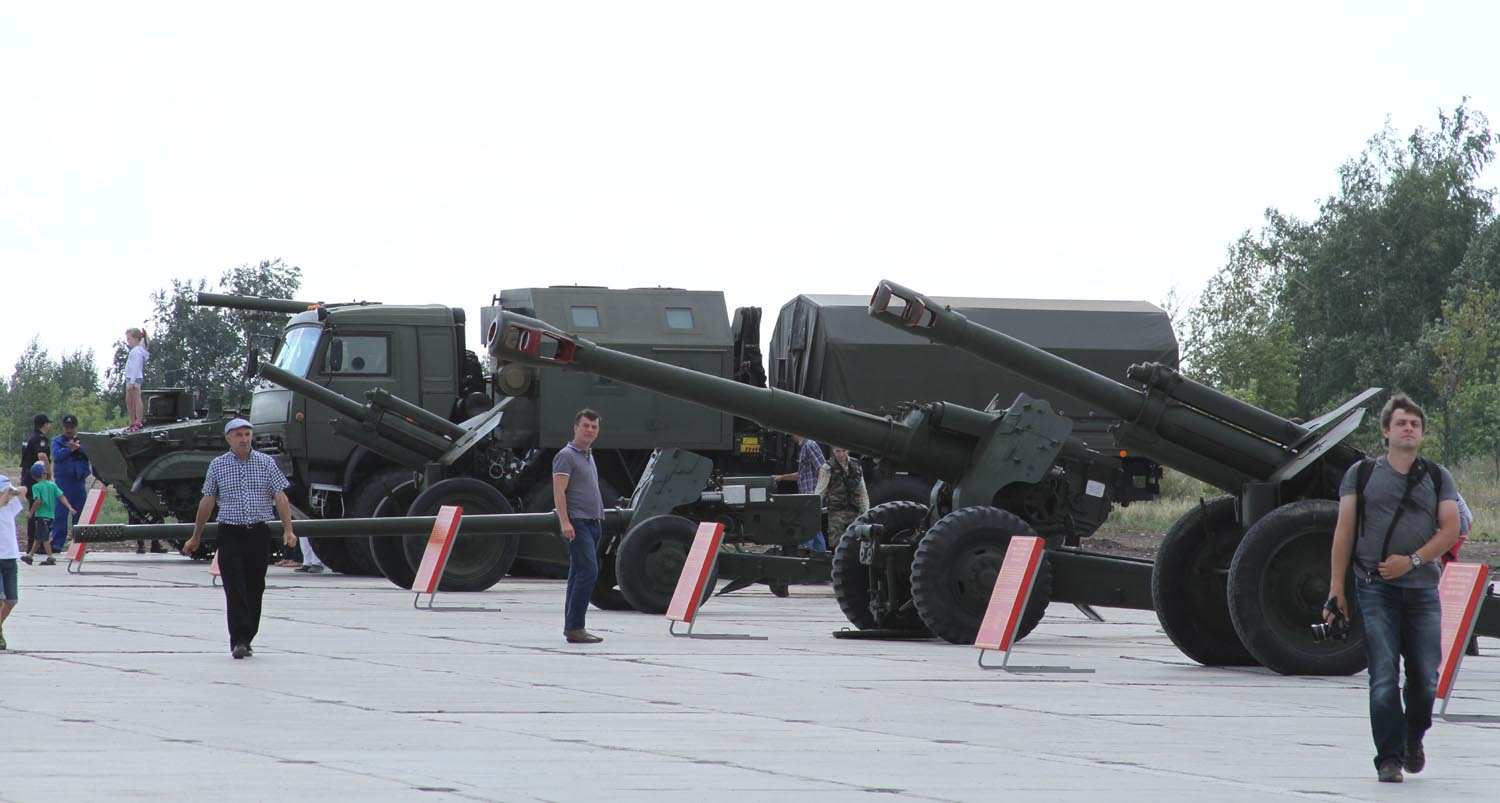
Hình ảnh các phương tiện, khí tài quân sự được dùng cho cuộc thi

### Aviadarts

Cuộc thi được tổ chức tại sân tập Dubrovichi ở tỉnh Ryazan. Các quốc gia tham dự gồm Belarus, Kazakhstan, Trung Quốc và Nga. Tổng cộng có hơn 100 phi công đã tham gia tranh tài tại cuộc thi này, ngoài ra có 12 loại máy bay trực thăng khác nhau cũng như ba sân bay quân sự ở các khu vực Ryazan, Bryansk và Kaluga được sử dụng trong cuộc thi.

### Open water
Cuộc thi được diễn ra trên sông Oka ở ngoại ô thành phố Murom của tỉnh Vladimir. Open water dành cho các đơn vị công binh cầu phà. Các phân khu đến từ Belarus, Trung Quốc và Nga đã tham gia. Các binh sĩ đã thể hiện những kỹ năng tốt nhất, đáp ứng các tiêu chuẩn khi tiến hành trinh sát kỹ thuật vượt chướng ngại vật, điều khiển xe lội nước và vận chuyển khí tài bằng phà.

### Safe route

Cuộc thi lần đầu tiên được tổ chức trong khuôn khổ các sự kiện thể thao quân sự, mục đích của cuộc thi là xác định những người xuất sắc nhất trong các đơn vị công binh rà phá bom mìn. Cuộc thi được tổ chức trên cơ sở trung tâm đào tạo liên khu vực đặc biệt thứ 210 dành cho các binh sĩ công binh ở thành phố Kstovo của tỉnh Nizhny Novgorod.

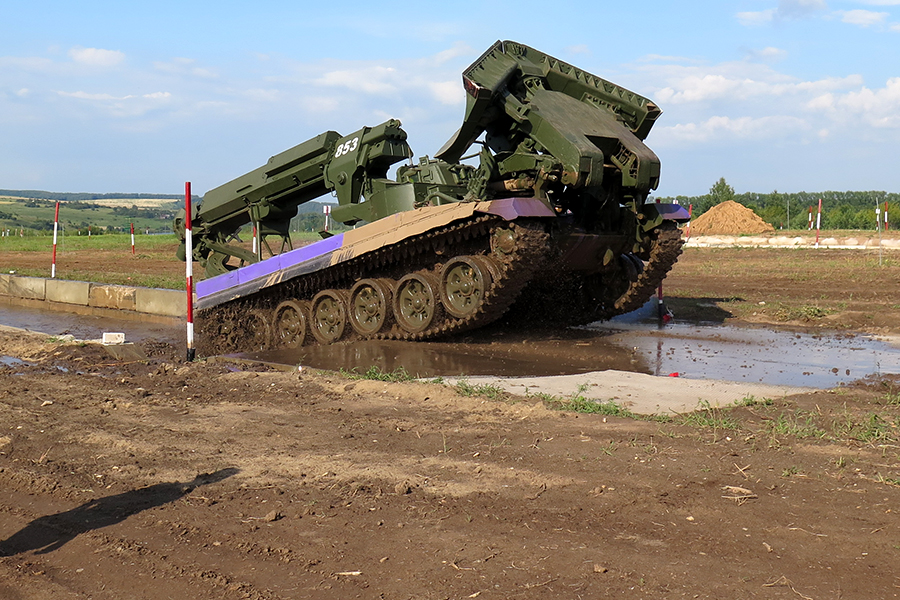
IMR-2 trong đoạn đầu của phạm vi thi đấu
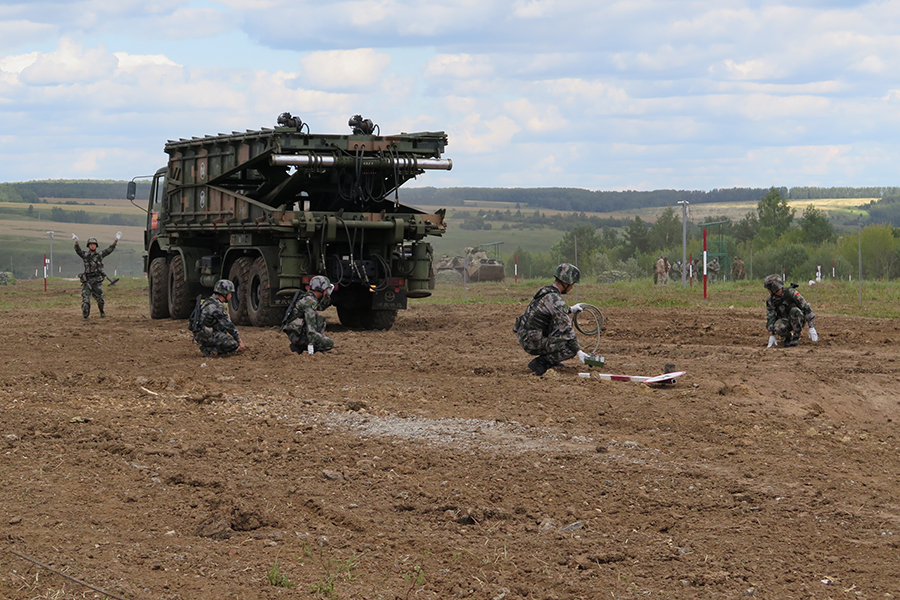
Cầu cơ giới GQL-111 của đội Trung Quốc
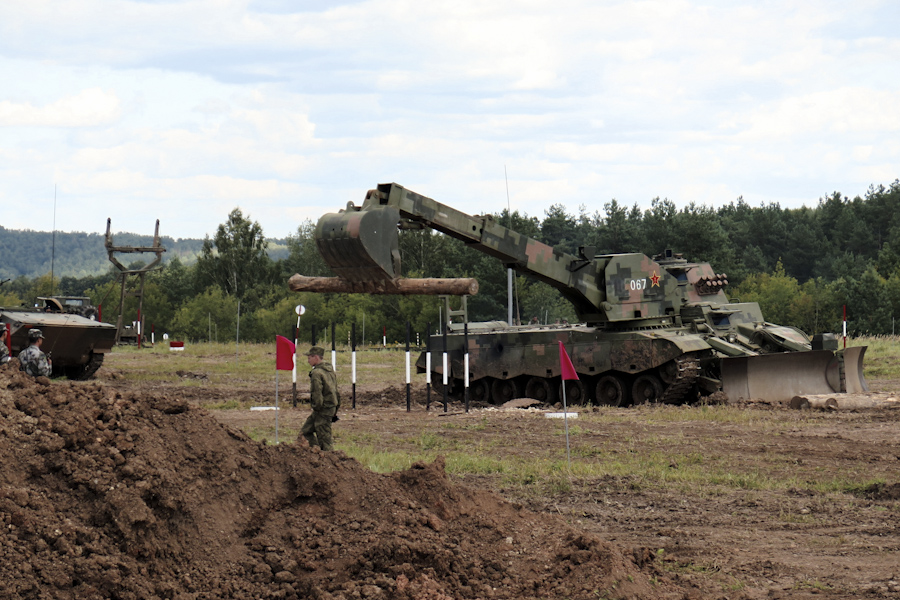
Xe tăng công binh GCZ-112 của đội Trung Quốc
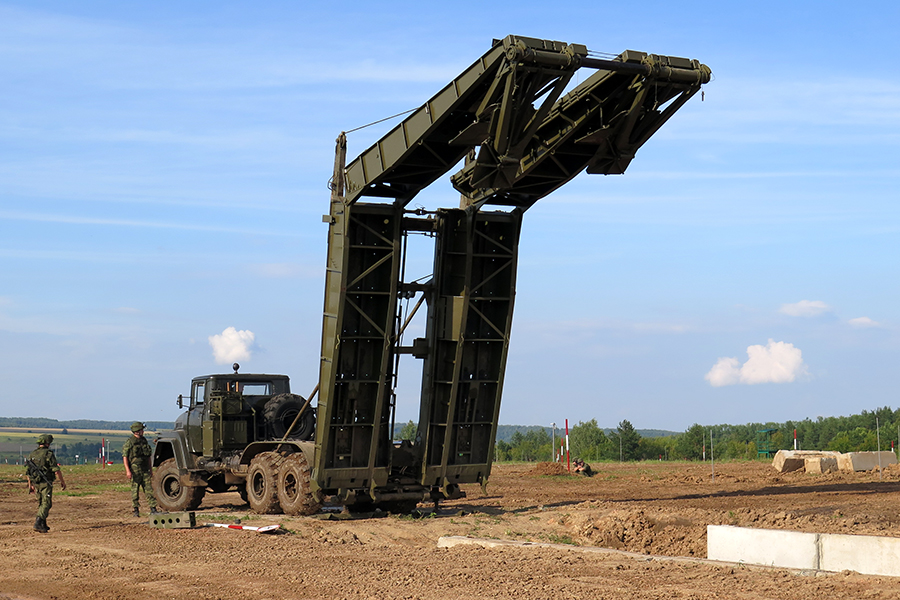
Cầu cơ giới TMM-3M1

### Suvorov Attack
Cuộc thi được tổ chức tại thao trường Alabino. Cuộc thi này dành cho các quân nhân được trang bị xe chiến đấu bộ binh. Nội dung cuộc thi bao gồm kiểm tra kỹ năng điều khiển xe chiến đấu bộ binh trong điều kiện khó khăn, vượt chướng ngại vật cũng như độ nhắm bắn chính xác của các loại vũ khí tiêu chuẩn khi bắn các mục tiêu giả định. Trong cuộc thi này, các loại xe chiến đấu bộ binh được sử dụng là BMP-2 (Nga,Venezuela) và WZ501 (Trung Quốc).

### Excellence Troop Intelligence
Сuộc thi được tổ chức gần Novosibirsk.

### Field Kitchen
Các đầu bếp và chuyên gia từ một số quốc gia đã tranh tài trong cuộc thi này.

## Bảng xếp hạng huy chương
- Vị trí thứ nhất là đội Lực lượng Vũ trang Liên bang Nga - 445 huy chương vàng và 11 huy chương bạc[10]
- Vị trí thứ hai là đội Giải phóng quân Nhân dân Trung Quốc - 12 huy chương vàng, 340 huy chương bạc và 35 huy chương đồng
- Vị trí thứ ba là đội tuyển Belarus - 3 huy chương vàng, 50 huy chương bạc và 249 huy chương đồng[3]